# 企業出版
企業出版（きぎょうしゅっぱん）は、企業が自社に関する書籍を自ら費用負担して出版する形態である。広告や広報の一環として書籍を発行し、企業ブランディングやマーケティングに活用する目的が強い点が特徴である。通常の商業出版とは異なり、出版社ではなく企業側が出版費用を負担し、発行部数や内容も企業の戦略に合わせてカスタマイズされるため「カスタム出版」とも呼ばれる。企業出版で刊行される書籍には、自社の歴史をまとめた社史や周年記念誌、自社製品・サービスの紹介本、経営者によるビジネス書やノウハウ本など様々な種類がある。

## 歴史
企業による自社本の刊行自体は、新製品カタログや社史（会社の歴史をまとめた書籍）の発行など、古くから広報・記念事業として存在していた。特に日本では会社の○周年に合わせた社史編纂が一般的で、企業が自発的に自社の歴史を出版物にまとめる文化が根付いているとされる。しかし現在のようなマーケティング目的の企業出版市場が形成されたのは2000年代中盤以降である。ビジネス書出版社のクロスメディア・パブリッシングは、2008年に企業出版を展開するクロスメディア・マーケティングを設立。
出版業界が慢性的な不況（いわゆる「出版不況」）に陥り、小説や雑誌の売上低迷が続く中で、他の出版社も新たな収益源を求めて企業向けの出版サービスに参入し始めた。

## 海外の動向
海外では日本ほど企業が自社本を刊行する文化は一般的ではないとされるが、近年は英語圏を中心にハイブリッド出版（企業・著者が費用負担する出版）が広がりつつある。例えば米国では、起業家向けのハイブリッド出版社が台頭し、著名な例としてビジネス誌フォーブスが2016年に提携して立ち上げた「フォーブス・ブックス (Forbes Books)」がある。これらは忙しい経営者に代わりゴーストライターが執筆支援し、企業ブランドの発信に繋がる本を制作・流通させるサービスである。欧米の経営者の間では「本を出すこと」が権威付けやマーケティングに有効と認識されており、多くの企業家が書籍出版に乗り出している。